# Isbrueckerichthys duseni
Isbrueckerichthys duseni is een straalvinnige vissensoort uit de familie van de harnasmeervallen (Loricariidae). De wetenschappelijke naam van de soort is voor het eerst geldig gepubliceerd in 1907 door Miranda Ribeiro.